# Kościół św. Piotra w Radomiu

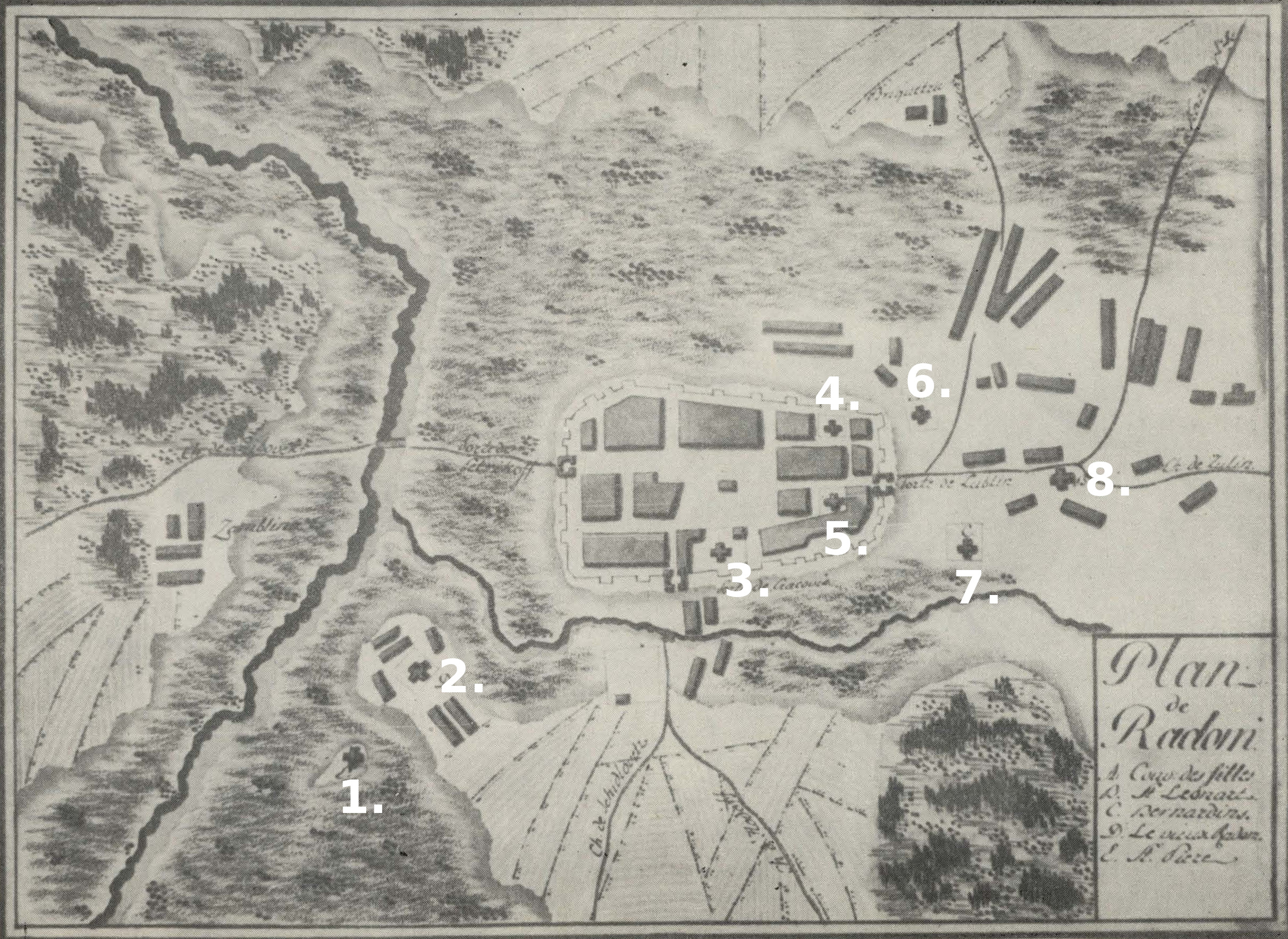
Kościół św. Piotra (nr 1) na planie Radomia z XVIII w.

Kościół św. Piotra – drewniany kościół z XII lub XIII wieku, znajdujący się w Radomiu na Piotrówce, rozebrany w XIX wieku. Był to przypuszczalnie pierwszy kościół katolicki w Radomiu.

## Historia
Kościół został wzniesiony najprawdopodobniej w XII lub XIII wieku, gdyż pierwsza o nim wzmianka pochodzi z 1222, kiedy to wszedł w posiadanie benedyktynów z Sieciechowa z nadania biskupa Iwo Odrowąża. Stracił na znaczeniu po zbudowaniu Kościoła św. Wacława. Z czasem był coraz bardziej zaniedbany. W drugiej połowie XVIII wieku został opuszczony i niszczał. Na początku XIX wieku pełnił funkcję kaplicy pogrzebowej dla cmentarza na Piotrówce. Później został rozebrany, lecz kiedy dokładnie to nastąpiło, nie wiadomo. Jeszcze w 1809 służył jako kaplica cmentarna. Z pewnością nie istniał na początku XX wieku.
O jego wyglądzie nie wiadomo niemal nic. Z pewnością nieduży kościół był drewniany, miał kopułkę nad prezbiterium i dwie wieżyczki nad fasadą. Miał główne drzwi od zachodu i boczne od południa. Dach był kryty gontem. 
Po kościele nie zachowały się żadne ślady. Mimo że został zlikwidowany stosunkowo niedawno, czyli w XIX w., to jednak w trakcie prac wykopaliskowych nie udało się ustalić jego lokalizacji. Umiejscowienie kościoła ustalono pośrednio na podstawie położenia grobów, odkrytych w ramach badań archeologicznych w latach 2009–2013. Nazwa grodziska „Piotrówka” pochodzi od patrona kościoła, św. Piotra.